# Лозово
Лозово (мкд. Лозово) је насеље у Северној Македонији, у средишњем делу државе. Лозово је седиште истоимене општине Лозово.

## Географија
Лозово је смештено у средишњем делу Северне Македоније. Од најближег већег града, Велеса налази се 17 km североисточно, а од главног града Скопља 60 km југоисточно.
Рељеф: Лозово је смештено у историјској области Овче поље. Насеље је смештено у западном делу поља, које равно и добро обрађено. Северно од насеља издиже се Градиштанска планина, а јужно је побрђе у реку Брегалницу.
Клима у Лозову је блажи облик континенталне због близине Егејског мора (жарка лета).
Воде: Кроз Лозово и околину тече пар потока, који су у сливу реке Брегалнице.

## Становништво
Лозово је према последњем попису из 2002. године имало 896 становника.
| Националност | Укупно      |
| Македонци    | 851 (95,0%) |
| Цинцари      | 26 (2,9%)   |
| Турци        | 8 (0,9%)    |
| Срби         | 5 (0,6%)    |
| остали       | 6 (0,7%)    |

До почетка 20. века већинско становништво у селу били су Турци.
Већинска вероисповест је православље.